# Grądy (Petite-Pologne)
Pour les articles homonymes, voir Grądy.
Grądy est une localité polonaise de la gmina de Mędrzechów, située dans le powiat de Dąbrowa en voïvodie de Petite-Pologne.